# 田口勝彦 (ラリードライバー)
田口 勝彦（たぐち かつひこ、1972年2月7日 - ）は、日本のラリードライバー。岡山県出身。A型。アジアパシフィックラリー選手権（APRC）で2度シリーズチャンピオンを獲得した。父は同じくラリードライバーの田口盛一郎。
ニックネームは「カツ」。そのためドライバーとしての登録名はKatsu Taguchiを使用している。

## 経歴

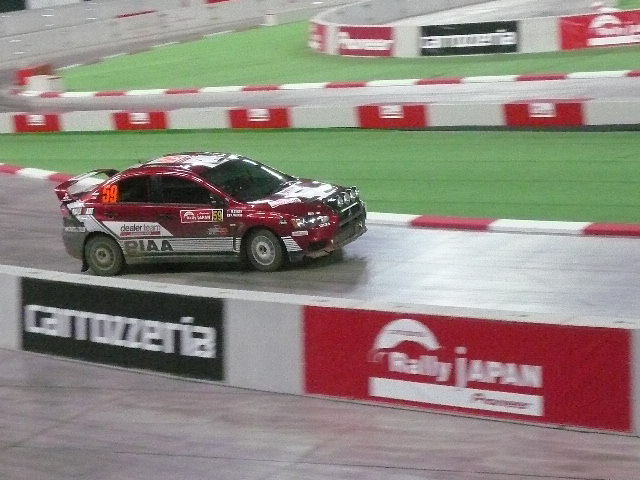
田口勝彦が乗るランサーエボリューションX（Rally Japan 2008）

1990年ダートトライアルでモータースポーツデビュー。
1993年に全日本ダートトライアル選手戦に参戦、最激戦クラスであるAIVクラスに三菱・ランサーエボリューションを駆ってただ一人シーズン2勝をマークし他のドライバー達を驚かせた。（この当時まだ21歳）
1994年全日本ダートラ参戦の傍らWRCラリーニュージーランドにグループNの三菱・ランサーでラリーデビュー。翌1995年に本格的なラリー活動のため、オーストラリアに移住し、ラリーアート・オーストラリアを拠点にオーストラリアをはじめ、マレーシア、ニュージーランドの国内選手権を転戦する。
1997年マレーシアに移住。1996年～1998年、3年連続マレーシアラリー選手権グループNチャンピオンに輝く。1997年APRCグループNクラス5位。1998年APRCマレーシアラリーでグループＮ優勝。
1999年にはAPRCで総合のドライバーズタイトル及びグループNシリーズチャンピオンのダブルタイトルを獲得。
2001年は世界ラリー選手権（WRC）第6戦キプロスラリーに三菱ワークスの一員として出場。初のヨーロッパラウンドWRC出場ながら一時は総合10位を走行。惜しくもリタイアに終わったが、その非凡な才能は高い評価を受けた。
2002年4月、日本に帰国し、株式会社ラリーアートの社員となる。2002年はさらにラリー経験を積むために英国ラリー選手権に出場。2003年はAPRCにスポット参戦。2004年にはAPRC全戦に参戦し、シリーズランキング3位を獲得。同年よりインドのタイヤ最大手・MRFタイヤのサポートドライバーとなる。
2005年はAPRC第4戦ラリー北海道で総合優勝を飾るも、シリーズランキング5位に終わる。2006年はAPRC第2戦ラリー・ニューカレドニアで総合優勝、3位2回、4位2回という成績でシリーズランキング3位。
2007年はスポット参戦したWRC第14戦ラリージャパンで見事グループN優勝を飾ったが、APRCでは2位を3度獲得するにとどまりシリーズ3位。「チームMRFタイヤ」で戦う5年目のシーズンとなった2008年は、APRC開幕戦のニュー・カレドニアと第4戦北海道で優勝、2位も2回獲得するがシリーズ2位に。WRCラリージャパンでは、三菱・ランサーエボリューションXを世界選手権デビューさせ、グループN/PWRC7位（総合16位）となった。
2010年にはAPRCで2度目のドライバーズタイトルを獲得するなど一線で活躍を続けていたが、2012年は方針を大きく転換してAPRCから撤退。代わりに全日本ダートトライアル選手権への参戦など、日本国内での活動に主軸を移すことになった。また同時に自らのチームやラリースクールも立ち上げ、後進の育成にも力をそそぐ方針としている。
2015年・2016年・2018年に全日本ダートトライアル選手権を連覇した。
2023年はアジアクロスカントリーラリーに、チーム三菱ラリーアート（旧ラリーアートとは別組織で、タイの「タント・スポーツ」が母体）から三菱・トライトンで出場することになり、久々に三菱ワークスへ復帰することになった。
2024年は全日本ラリー選手権において胸部上行大動脈瘤に伴い一時活動休止していたヘイキ・コバライネンの代打として第5戦モントレまで参戦した。

## 戦績
- 1996年 - マレーシア国内選手権グループNカップ（シリーズチャンピオン）
  - マレーシアラリー（グループN4位）
  - ニュージーランドラリー（グループN5位）
  - オーストラリアラリー（グループN4位）
  - アジアパシフィックラリー選手権グループNカップ（シリーズ5位）
- 1997年 - マレーシア国内選手権グループNカップ（シリーズチャンピオン）
  - マレーシアラリー（グループN優勝）
  - アジアパシフィックラリー選手権グループNカップ（シリーズ5位）
- 1998年 - アジアパシフィックラリー選手権グループNカップ（シリーズ2位）
  - タイラリー（グループN3位）
  - マレーシアラリー（総合2位/グループN優勝）
  - アジアパシフィックラリー選手権（シリーズ3位）
- 1999年 - アジアパシフィックラリー選手権（シリーズチャンピオン/グループNチャンピオン）
  - タイラリー（総合3位/グループN優勝）
  - キャンベララリー（総合3位/グループN優勝）
  - チャイナラリー（総合9位/グループN3位）
- 2000年
  - キャンベララリー（総合2位）
  - オーストラリアラリー（総合11位）
- 2002年
  - ラリー・オブ・ウェールズ（総合7位）
- 2003年
  - タイラリー（総合4位/グループN2位）
- 2004年 - アジアパシフィックラリー選手権（シリーズ3位）
  - ラリー・オブ・ロトルア（総合4位）
  - チャイナラリー（総合優勝）
  - インドラリー（総合2位）
- 2005年 - アジアパシフィックラリー選手権（シリーズ5位） 
  - ラリー・オブ・ロトルア（総合3位）
  - ラリー北海道（総合優勝）
  - ラリー・インドネシア（総合2位）
- 2006年 - アジアパシフィックラリー選手権（シリーズ3位）
  - ラリー・ニューカレドニア（総合優勝）
  - マレーシアラリー（総合3位）
- 2007年 - アジアパシフィックラリー選手権（シリーズ3位）
  - ラリー・ニューカレドニア（総合2位）
  - ラリー・オブ・キャンベラ（総合2位）
  - ラリー北海道（総合2位）
  - ラリー・インドネシア（総合2位）
  - ラリージャパン（グループN優勝、総合8位）
- 2008年 - アジアパシフィックラリー選手権（シリーズ2位）
  - ラリー・ニューカレドニア（総合優勝）
  - ラリー・オブ・ワンガレイ （総合6位、APRC2位）
  - ラリー北海道（総合2位、APRC優勝）
  - ラリー・オブ・インドネシア（総合2位、APRC2位）
  - ラリージャパン（PWRC7位、グループN7位、総合16位）
- 2009年
  - ラリー・クイーンズランド（総合3位、APRC2位）
  - ラリー・オブ・ワンガレイ（総合4位、APRC2位）
  - ラリー北海道（総合2位、APRC2位）
  - ラリー・インドネシア（総合2位、APRC2位）
  - チャイナラリー（DNF）
- 2010年 - アジアパシフィックラリー選手権（シリーズチャンピオン）
  - マレーシアラリー（総合優勝）
  - ラリー北海道（総合2位、APRC1位）
  - ラリー・オブ・ワンガレイ（総合4位、APRC2位）
  - ラリー・クイーンズランド（総合3位、APRC3位）
  - ラリー・インドネシア（中止）
  - チャイナラリー（DNF）

## 主なスポンサー
- スピードショップ チェリッシュ
- HKS
- テイン
- 横浜ゴム
- ファイアースポーツ
- フォルテック